# 鱼儿沟站
鱼儿沟站，位于中华人民共和国新疆维吾尔自治区乌鲁木齐市达坂城区鱼儿沟镇，是南疆铁路上的火车站，1983年4月开通运营，由乌鲁木齐局集团乌鲁木齐车务段管辖。

## 旅客列车目的地
截至2025年1月已无列车停靠